# Norwood Russell Hanson
Norwood Russell Hanson (* 1924; † 1967) war ein US-amerikanischer Wissenschaftstheoretiker und Professor für Wissenschaftstheorie an der Yale University. Er war ein Vertreter des epistemischen Holismus. 

## „Theoriebeladenheit“ von Beobachtungen
In seinem Buch „Patterns of Discovery“ argumentierte er, dass "Sehen" nicht einfach die Summe der Perzepte (Sinneseindrücke) ist, die von der Retina des Auges erzeugt werden. Sehen beinhaltet immer eine starke konzeptuelle Komponente (siehe auch Top-down und Bottom-up), ist immer theoriebeladen. Tatsächlich ist heute bekannt, dass das Corpus geniculatum laterale weit mehr Afferenzen vom, als Efferenzen zum Cortex besitzt. Ein Beispiel für diese Aussage sind Röntgenaufnahmen. Der Arzt macht mit ihrer Hilfe Aussagen über den inneren Zustand des Patienten. Der Patient selbst – als Laie – sieht auf Röntgenaufnahmen vergleichsweise wenig. Hanson führte zahlreiche andere Beispiele auf, vor allem aus der Gestaltpsychologie, aber auch aus dem Alltag. Dabei weist Hanson den Einwand zurück, Beobachtungen würden im Nachhinein "interpretiert". Hanson zufolge sind Perzeption und Interpretation unzertrennlich. Ein weiteres Beispiel: Für den Europäer sind chinesische oder arabische Schriftzeichen – ohne entsprechende Sprachkenntnisse – nichts weiter als eine unverständliche Ansammlung von Strichen auf Papier. 
Thomas S. Kuhn griff Hansons Ansatz auf.

## Publikationen
- Patterns of discovery (1958)
- Constellations and conjectures, 1973
- Observation and explanation, 1971
- What I do not believe, and other essays, 1971